# Bois Mag
Bois Mag est un magazine trimestriel français d’informations spécialisées pour les artisans du bois, créé en 2000.

## Histoire
Le magazine Bois Mag est créé en 2000. Il fait partie du groupe Bois News média qui détient également les magazines Artisans & Bois, L'Agenceur et Toiture.

## Description
Bois Mag est un magazine d’information des professionnels de l’industrie de transformation du bois, du négoce de bois et dérivés du bois, des produits connexes, et de la construction bois et biosourcée,.